# Doigravanje za Srpsku ligu 1940./41.
Doigravanje za Srpsku ligu u nogometu 1940./41. bilo je nogometno prednatjecanje za Srpsku ligu koje je organizirao Srbijanski nogometni savez. Utakmice prednatjecanja odigrane su u lipnju, srpnju i kolovozu 1940. godine.

## Sudionici natjecanja
Pobjednici 10 podsaveznih prvenstava koji se nisu nalazili u Banovini Hrvatskoj i Dravskoj banovinoi natjecali su se za mjesto devetog člana Srpske lige 1940./41.

Finalist igra dodatne kvalifikacije protiv beogradskog BASK-a (pretposljednjeg mjesta u Srpskoj ligi 1939./40.) za mjesto desetog člana.
| Podsavez      | Prvenstvo | Prvak           | Grad       |
| ------------- | --------- | --------------- | ---------- |
| Beogradski    | 1939./40. | VSK Valjevo     | Valjevo    |
| Sarajevski    | 1939./40. | RŠK Hajduk      | Sarajevo   |
| Subotički     | 1939./40. | SAND            | Subotica   |
| Skopski       | 1939./40. | SSK Skoplje     | Skoplje    |
| Novosadski    | 1939./40. | Železničar SK   | Inđija     |
| Petrovgradski | 1939./40. | JSK Jugoslavija | Jabuka     |
| Niški         | 1939./40. | NSK Železničar  | Niš        |
| Cetinjski     | 1939./40. | SK Arsenal      | Tivat      |
| Kragujevački  | 1939./40. | ČSK Jedinstvo   | Čačak      |
| Banjalučki    | 1939./40. | ŠK Krajišnik    | Banja Luka |

## Rezultati

### 1. krug
| Prva momčad        | Ukupno | Druga momčad         | 1. utakmica 9. 6. 1940. | 2. utakmica 16. 6. 1940. |
| ------------------ | ------ | -------------------- | ----------------------- | ------------------------ |
| SAND Subotica      | 2:6    | Krajišnik Banja Luka | 2:1                     | 0:5                      |
| Jugoslavija Jabuka | 3:2    | Železničar Inđija    | 2:1                     | 1:1                      |
| Hajduk Sarajevo    | 7:2    | Arsenal Tivat        | 4:0                     | 3:2                      |
| VSK Valjevo        | 1:4    | Jedinstvo Čačak      | 1:1                     | 0:3                      |
| Železničar Niš     | 3:5    | SSK Skoplje          | 2:3                     | 1:2                      |

### 2. krug
| Prva momčad                 | Ukupno | Druga momčad    | 1. utakmica 23. 6. 1940. | 2. utakmica 30. 6. 1940. | 3. utakmica |
| --------------------------- | ------ | --------------- | ------------------------ | ------------------------ | ----------- |
| Krajišnik Banja Luka        | 4:6    | Hajduk Sarajevo | 3:0                      | 2:9                      | 1:6         |
| SSK Skoplje                 | 10:4   | Jedinstvo Čačak | 9:3                      | 1:1                      |             |
| Jugoslavija Jabuka slobodna |        |                 |                          |                          |             |

Treća utakmica između Krajišnika i Hajduka igrana je zbog žalbe Krajišnika na suđenje na drugoj utakmici.

### 3. krug
| Prva momčad          | Ukupno | Druga momčad       | 1. utakmica 14. 7. 1940. | 2. utakmica 21. 7. 1940. |
| -------------------- | ------ | ------------------ | ------------------------ | ------------------------ |
| Hajduk Sarajevo      | 3:6    | Jugoslavija Jabuka | 1:2                      | 2:4                      |
| SSK Skoplje slobodno |        |                    |                          |                          |

### Završnica
| Prva momčad        | Ukupno | Druga momčad | 1. utakmica 28. 7. 1940. | 2. utakmica 4. 8. 1940. |
| ------------------ | ------ | ------------ | ------------------------ | ----------------------- |
| Jugoslavija Jabuka | 8:3    | SSK Skoplje  | 4:1                      | 4:2                     |

- Jugoslavija Jabuka se plasirala u Srpsku ligu (deveti član)

### Dodatne kvalifikacije
| Prva momčad | Ukupno | Druga momčad | 1. utakmica 11. 8. 1940. | 2. utakmica 18. 8. 1940. |
| ----------- | ------ | ------------ | ------------------------ | ------------------------ |
| SSK Skoplje | 3:5    | BASK Beograd | 3:2                      | 0:3                      |

- BASK Beograd je deseti član Srpske lige